# マルチメディアカード

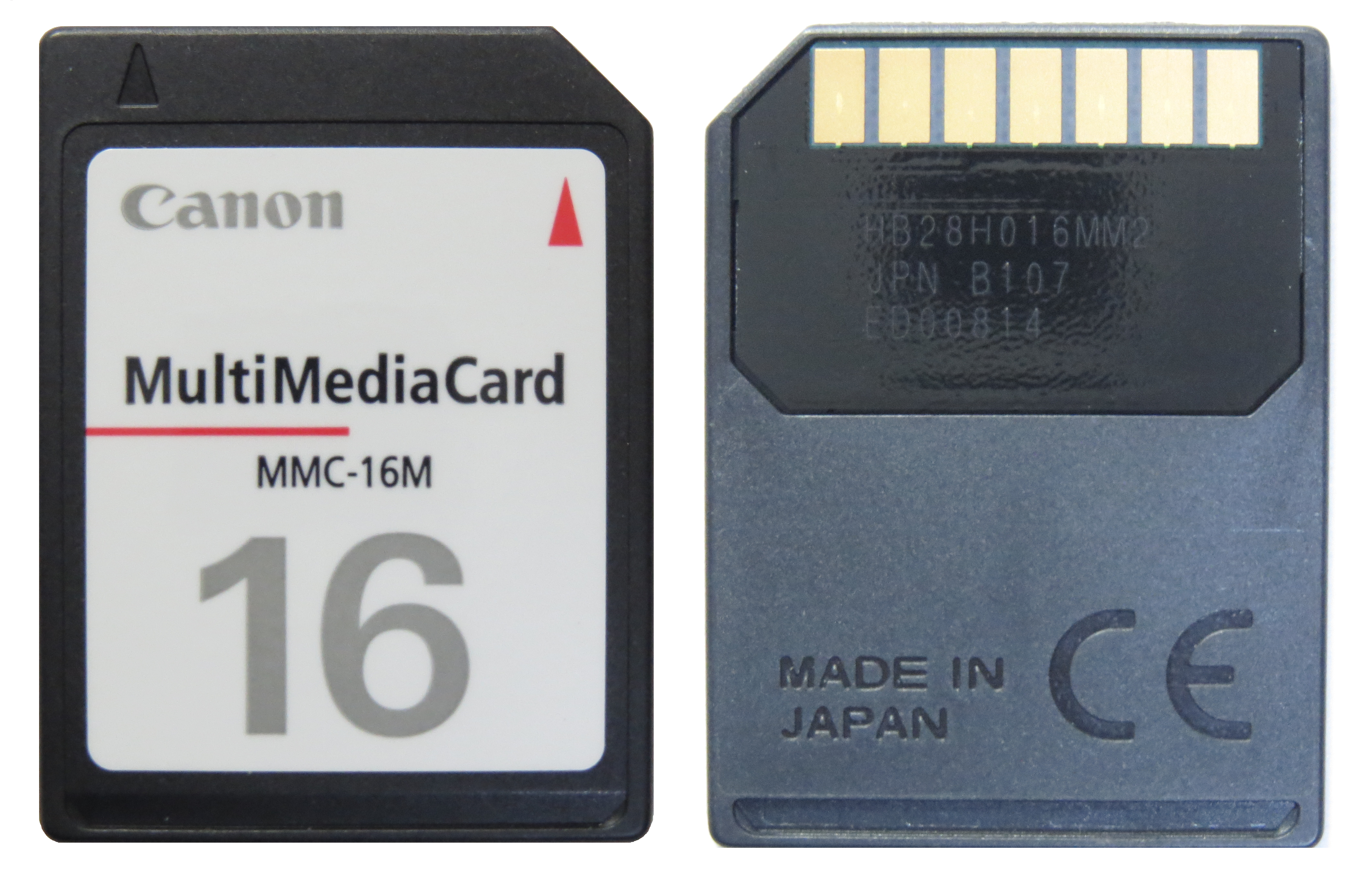
マルチメディアカード

マルチメディアカード（Multi Media Card）とは、メモリーカードの規格である。MMCと略される。

## 概要
サンディスクとシーメンス（インフィニオン・テクノロジーズ）が共同開発し、1997年11月に発表した規格が元となって1998年10月に設立されたMultiMediaCard Associationが規格の開発維持を行っている。
サイズは 32mm×24mm×1.4mm、重さは2g未満である。
インタフェースは7ピン・シリアルで、クロックは最大20Mbps、書き込み速度は最大2MB/s程である。
Version 4.2まではSPIモードがあり、低速で良ければSPIバスでの複数デバイスの接続を簡単にできた。
記憶容量は当初の4MBから順次増加し、最大4GB（2005年）までのメディアが存在する。
高速化した HS-MMC（52MB/s, 13ピン）やミニサイズの RS(Reduced Size)-MMC（24x18x1.4mm）、さらに小型のMMC Micro、コンテンツ保護機能があるSecureMMC（UDAC-MB方式）などのバリエーションがある。
このように高速化が進んだ結果、端子数の少ない高速インタフェースとしてSIMカードの高速化や、超小型ハードディスクドライブ用にATAコマンドへ対応し低消費電力インタフェースとしてなど、応用範囲が広がりつつある。
SDメモリーカードとは物理形状・電気特性・コマンドフォーマットで互換があるため、SDメモリーカードを使用している機器でもマルチメディアカードを利用できることが多い。但しコマンド自体は機能置き換えや追加があり互換は無い。また小型のminiSDやmicroSDとはRS-MMC、MMC Microともに物理形状などが異なり互換性はない。
日本国外では携帯電話シェアトップのノキアがRS-MMCを外部メディアとして採用していたために需要も大きかったが、近年ではそのノキアもmicroSDカードにシフトしている。日本では、もともとマイナーだったことに加え上位互換性のあるSDメモリーカードの急速な普及によりほとんど見かけなくなり、過去の規格と見られていた。
2004年12月に発売されたノキア製携帯電話Vodafone 702NK (Nokia 6630)のヒットにより同端末に採用されているRS-MMCの取り扱いを始めるメーカーやショップが現れるなど、一時注目を集めた。加えて、FreeBSDではSDメモリーカードの特許問題を回避するためSDメモリーカードを「マルチメディアカードの例外的な実装」として認識し「SDメモリーカードではない」と主張、実装が進められている。またMMC microというさらに小型のカードも発売され、また新たにカシオやキヤノンのデジタルカメラにMMCplusも対応している。

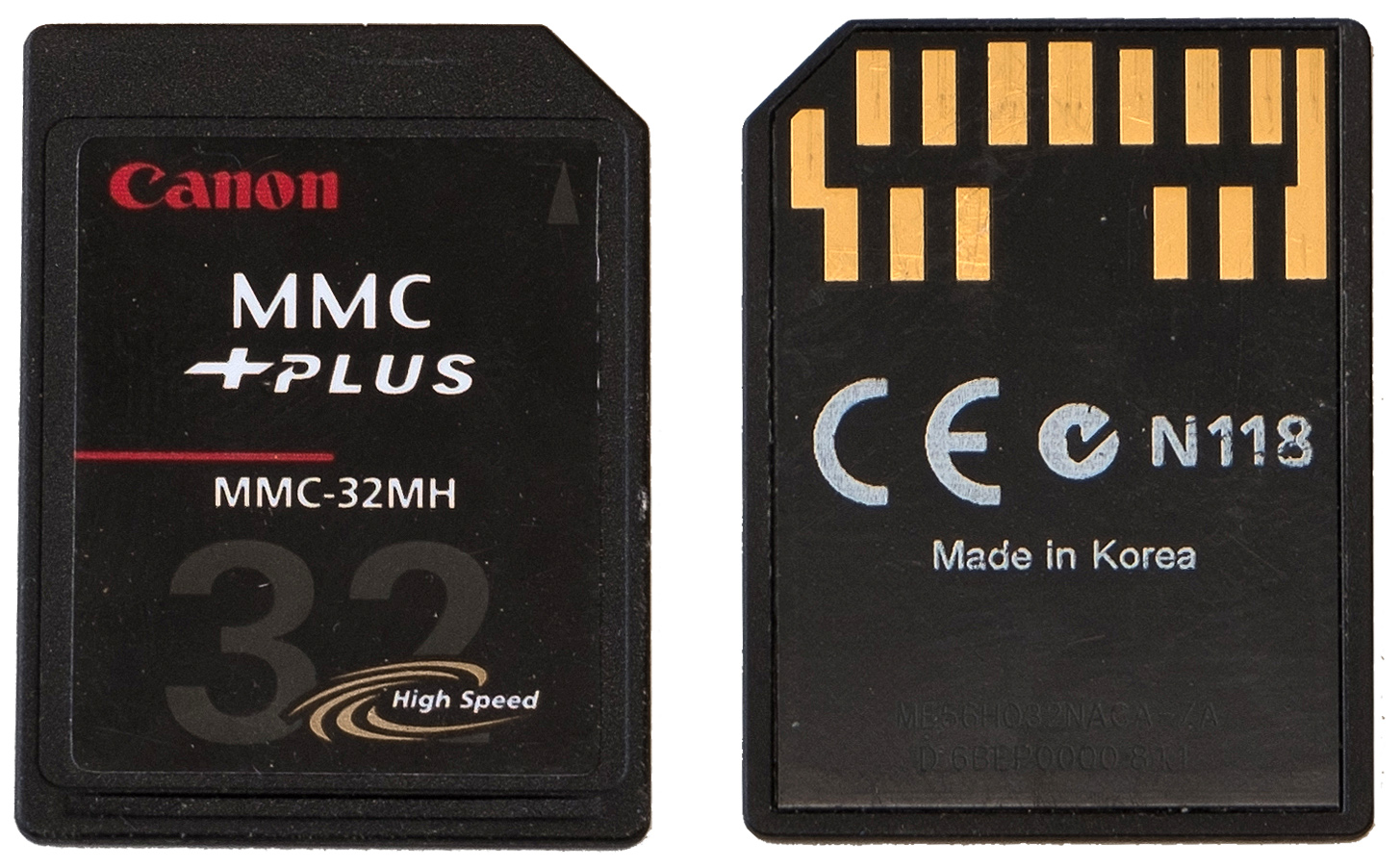
MMCplus High Speed 32 MB

|              | MMC        | HS-MMC        | MMCplus                 | RS-MMC     | DV RS-MMC               | MMCmobile               | MMCmicro                |
| ------------ | ---------- | ------------- | ----------------------- | ---------- | ----------------------- | ----------------------- | ----------------------- |
| 幅           | 24mm       | 24mm          | 24mm                    | 24mm       | 24mm                    | 24mm                    | 12mm                    |
| 長さ         | 32mm       | 32mm          | 32mm                    | 18mm       | 18mm                    | 18mm                    | 14mm                    |
| 厚み         | 1.4mm      | 1.4mm         | 1.4mm                   | 1.4mm      | 1.4mm                   | 1.4mm                   | 1.1mm                   |
| 体積         | 1,075.2mm3 | 1,075.2mm3    | 1,075.2mm3              | 604.8mm3   | 604.8mm3                | 604.8mm3                | 184.8mm3                |
| 動作電圧     | 2.7V～3.6V | 2.7V～3.6V    | 1.65V～1.95V 2.7V～3.6V | 2.7V～3.6V | 1.65V～1.95V 2.7V～3.6V | 1.65V～1.95V 2.7V～3.6V | 1.65V～1.95V 2.7V～3.6V |
| 端子数       | 7ピン      | 13ピン        | 13ピン                  | 7ピン      | 7ピン                   | 13ピン                  | 10ピン                  |
| バス幅       | 1ビット    | 1・4・8ビット | 1・4・8ビット           | 1ビット    | 1ビット                 | 1・4・8ビット           | 1・4ビット              |
| 最大クロック | 20MHz      | 20・26・52MHz | 20・26・52MHz           | 20MHz      | 20・26MHz               | 20・26・52MHz           | 20・26・52MHz           |
| バス最大速度 | 2.5MB/s    | 52MB/s        | 52MB/s                  | 2.5MB/s    | 3.25MB/s                | 52MB/s                  | 26MB/s                  |

## eMMC

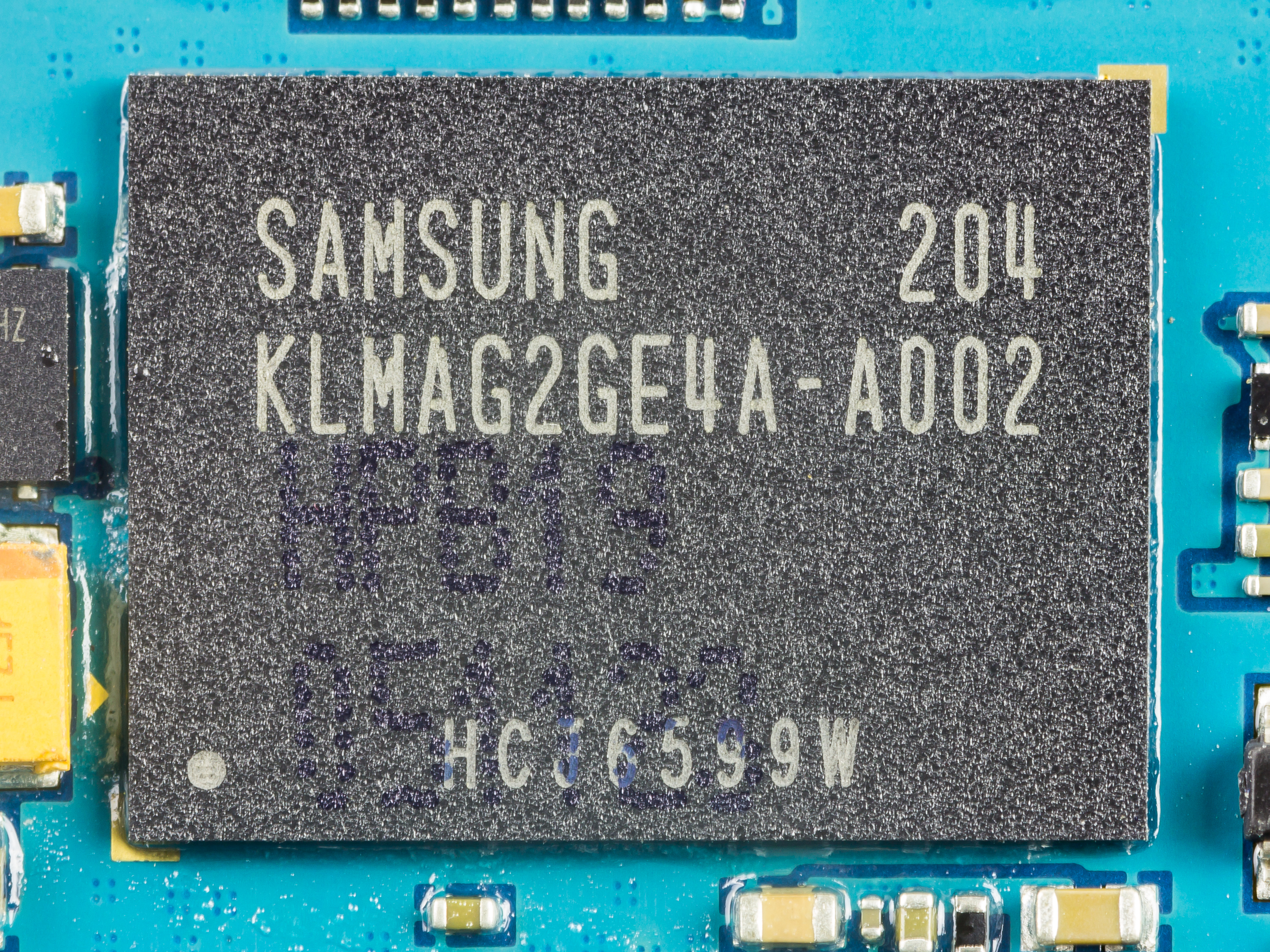
サムスン「Galaxy Tab2 10.1」に内蔵されているeMMC「KLMAG2GE4A-A002」

eMMCはembedded MMCの略で、MMCのコンポーネントをBGAパッケージに入れた物。SPIバスはサポートしない。スマートフォンやタブレットなどでよく使われている。JEDECより2013年10月にeMMC 5.0が、2015年2月にeMMC 5.1がリリースされた。eMMC 5.0の転送速度は400MB/sec。
eMMCでは、ホスト・システムは単に論理ブロック・アドレスにデータを読み書きするだけである。eMMCコントローラのハードウェアとファームウェアは、エラー訂正とデータ管理を実行することで、ホストシステムの負荷を軽減する。eMMCは100、153、169ボールパッケージで、8ビットパラレルインターフェイスをベースとしている。
eMMCは、基本的なホームタスクやオフィスタスクなど、小さなファイルやポータブル家電の保存に適している。
eMMCはSPIバスプロトコルをサポートしておらず、NANDフラッシュメモリを使用している。
容量は8GB程度から64GBクラスのものまで存在する。